# Timothy Wang
Timothy Wang (王浩平S, Wáng HàopíngP; Houston, 17 agosto 1991) è un tennistavolista statunitense, che ha rappresentato gli Stati Uniti ai Giochi olimpici di Londra 2012 e ai Giochi olimpici di Rio de Janeiro 2016.